# チェインメイル (ゲーム)
『チェインメイル』(Chainmail)はゲイリー・ガイギャックスとジェフ・ペレンによって作成された中世ミニチュアウォーゲームである。ガイギャックスは、友人のホビーショップ経営者にしてレイク・ジェニーバ戦術研究会(LGTSA)の会員でもあるペレンが作成したルールを拡張し、ゲームの中核となるシステムを作り上げた。ガイドン・ゲームズは、1971年に最初のミニチュア・ウォーゲームとして、また3点のデビュー作の1点として『チェインメイル』の初版を発売した。

## 初期の歴史
ガイギャックスとペレンが作成し、キャッスル&クルセイド・ソサエティの会報『ザ・ドゥームズデイ・ブック』に掲載された一連の中世ミニチュア・ルールを見て、ガイドン・ゲームズはガイギャックスに注目し、彼を雇って「ミニチュアを用いたウォーゲーム」シリーズのゲームを制作した:6。それは、『ドゥームズデイ・ブック』に掲載された中世ウォーゲームルールの多くを翻案した、『チェインメイル』と題された中世ミニチュアルールの小冊子であった。開発の後半、ガイギャックスは『チェインメイル』の末尾に「ファンタジー・サプリメント」の節を追加し、それには英雄、魔法使い、ドラゴン、エルフ、その他様々な幻想的な生物や人々の行動が詳細に記されていた。
『チェインメイル』の初版は、1971年3月に発売され、瞬く間にガイドン・ゲームズの大当たり製品となり、月に100部が売れた。第2版は1972年7月に発売され、幾つかの拡張や修正が加えられた。
戦闘中の十字軍兵士を描いた表紙イラストは、ジャック・コギンスの著書『ザ・ファイティング・マン：アン・イラストレーテッド・ヒストリー・オブ・ザ・ワールズ・グレーテスト・ファイティング・フォーシズ』掲載のイラストから着想を得ている。ペリンとガイギャックスは共に、『パンツァーファウスト』や『ザ・ドゥームズデイ・ブック』に掲載されたチェインメイル以前の記事の挿絵として、コギンスの作品を「剽窃」していた。ガイドン・ゲームズのドン・ローリーが『チェインメイル』の出版に同意した際、彼は同じくコギンスのイラストを剽窃し表紙に使用した:13。
『チェインメイル』第3版は、1975年にTSRから出版された。

## ルール体系
『チェインメイル』は事実上、4つの異なるウォーゲームシステムで構成されている：
- トニー・バスの中世戦闘システムに多大な影響を受けた、1つのフィギュアが20名に相当する一連の大規模戦闘ルール。これらは、『パンツァーファウスト』や『ドゥームズデイ・ブック』5号に掲載された、レイク・ジェニーバ中世戦闘システムから発展したものである。これらのルールでは、各フィギュアは20名の兵員を表している[6]。兵種は基本的に軽歩兵、重歩兵、装甲歩兵、軽騎兵、中騎兵、重騎兵の6種類に分類されていた[6]。

- 『ドゥームズデイ・ブック』7号への寄稿から派生した、1対1の戦闘ルール一式（1つのフィギュアが1名を表わす）。ガイギャックスは投稿者の名前を失念してしまったため、このルールは匿名で公開された。これらのルールの核となったのは、様々な武器の種類を装甲度に関連付けし、白兵戦ラウンドで必要な命中判定を提供する追補Bの表である。

- 馬上戦闘のルールは、『ドゥームズデイ・ブック』6号に掲載されたキャッスル&クルセイド・ソサエティの馬上戦闘のルールから派生したもので、『ドゥームズデイ・ブック』13号に再録されている。これらのルールは、本来は郵便を利用したプレイ用に作られたもので、C&CSの会員は、同好会内での地位を高めるために、馬上槍試合のトーナメントに参加することができた。

- ファンタジー戦闘ルール一式。これらのルールの核となるのは、様々な想像上の生物や戦士が戦闘で互いを倒すために必要な命中判定を示す追補Eの表である。

## ファンタジー・サプリメント
ガイギャックスは、ロバート・E・ハワードの『英雄コナン』の本のような冒険アクションをウォーゲームに取り込みたいと考えていた。
初版の『チェインメイル』ファンタジー・サプリメントでは、エレメンタルや魔法の剣、ファイアーボールやライトニングボルトや他の6つの呪文などの典型的な呪文が追加された。トニー・バスのコンセプトを借用し、何種類かのフィギュアは呪文の効果に抵抗するためにセービングスローを行うことができる。例えば、強い魔法使いは、6面体ダイス2個を振って7以上の目を出すことで、弱い魔法使いの呪文を打ち消すことができる。登場するクリーチャーは、マイケル・ムアコックの「エルリック」シリーズによって広まったポール・アンダースンの属性哲学に基づいて、法と混沌に分類されていた。史実的な相手と戦う場合、ファンタジーのクリーチャーはそれぞれ6つの基本的な兵種のいずれかとして扱われる。例えば、ホビットは軽歩兵、エルフは重歩兵として扱われる。英雄は重歩兵4名分として扱われ、殺すには4回の同時命中が必要である。大英雄は2倍のパワーを有している。

## 『ダンジョンズ＆ドラゴンズ』での使用
1978年7月に発売された『ドラゴン』誌の中で、ゲイリー・ガイギャックスは『ダンジョンズ&ドラゴンズ』の最初の2年間、プレイヤー達は主にミニチュア・フィギュアを使わずにプレイしていた、と記している。視覚的な補助が必要な場合、プレイヤー達は絵を描いたり、ダイスやトークンを居場所を示す代用品として使用した。1976年頃から、プレイヤー達の間でプレイヤーキャラクターを表現するためにミニチュアを使用する傾向が出てきた。